# Абді Біле
Абді Біле Абді (араб. عبد بلي عبد, англ. Abdi Bile Abdi; нар. 28 грудня 1962) — сомалійський легкоатлет, який спеціалізувався в бігу на середні дистанції.

## Спортивні досягнення
Фіналіст (6-е місце) у бігу на 1500 метрів на Олімпіаді-1996. Учасник Ігор-1984 у бігу на 1500 метрів (зупинився на чвертьфінальній стадії).
Чемпіон світу з бігу на 1500 метрів (1987). Бронзовий призер чемпіонату світу в бігу на 1500 метрів (1993).
Переможець Кубка світу у бігу на 1500 метрів (1989).
Срібний призер чемпіонату Африки у бігу на 1500 метрів (1985).
Рекордсмен країни в дисциплінах бігу на середні дистанції.